# John Leyton
John Leyton (Frinton-on-Sea, 17 de fevereiro de 1939) é um cantor e ator britânico. Obteve grande êxito no começo dos anos 60 com o single "Johnny Remember Me", que alcançou o topo das paradas musicais do Reino Unido em agosto de 1961.